# حدبة آل عون (حريضة)

تعديل مصدري - تعديل

حدبة آل قديم هي إحدى قرى عزلة حريضة بمديرية حريضة التابعة لمحافظة حضرموت، بلغ تعداد سكانها 5 نسمة حسب تعداد اليمن لعام 2004.